# Rajdowe Mistrzostwa Europy 1964

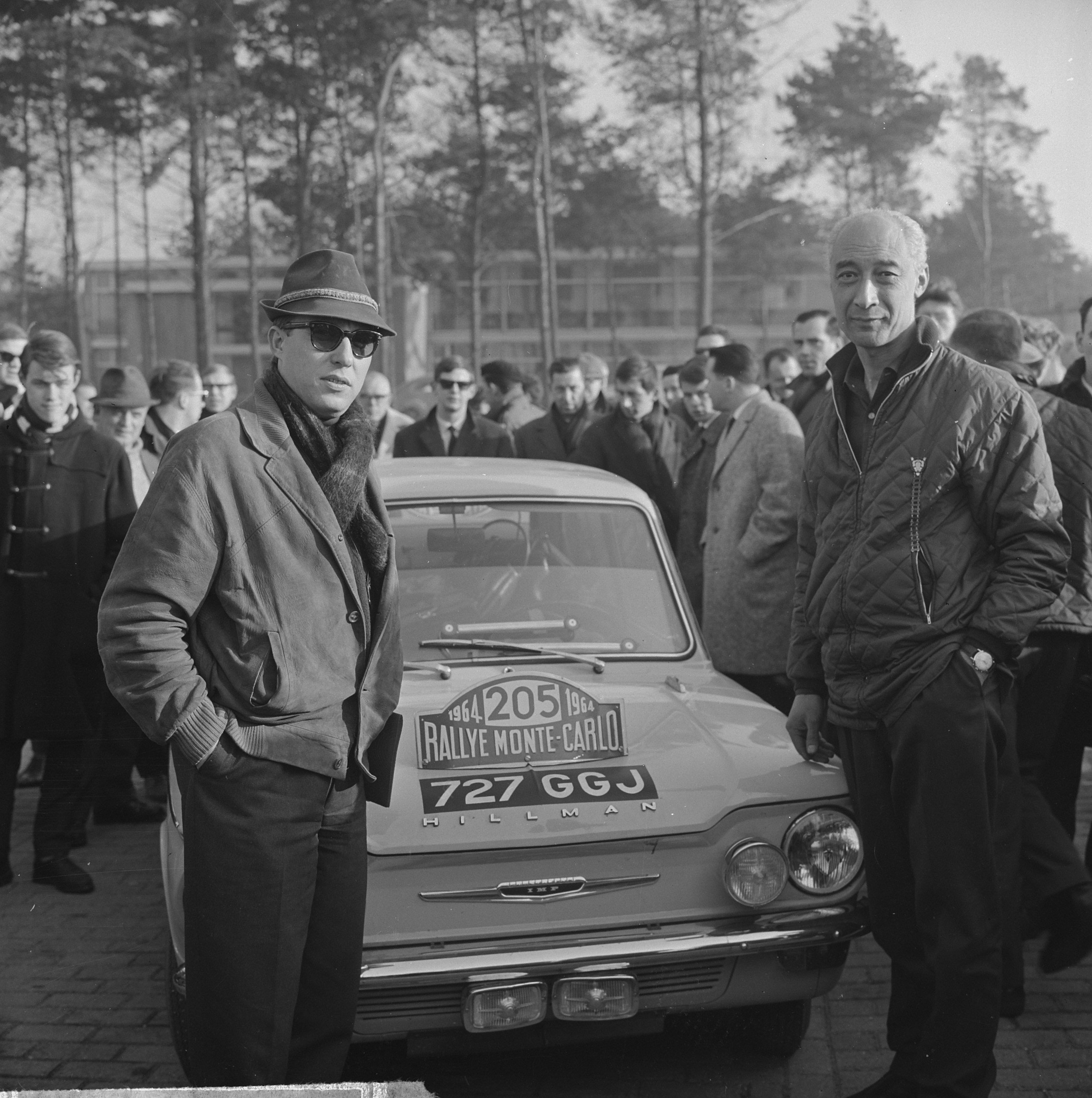
33. Rallye Automobile de Monte-Carlo

Sezon Rajdowych Mistrzostw Europy 1964 był 12 sezonem Rajdowych Mistrzostw Europy (FIA European Rally Championship). Składał 12 rajdów, rozgrywanych w Europie.

## Kalendarz[1]
| Runda | Data                | Nazwa rajdu                                         | Zwycięzca         | Wyniki |
| ----- | ------------------- | --------------------------------------------------- | ----------------- | ------ |
| 1     | 18-12 stycznia      | 33. Rallye Automobile de Monte-Carlo                | Paddy Hopkirk     | Wyniki |
| 2     | 27 lutego-1 marca   | 4. Rallye dei Fiori                                 | Erik Carlsson     | Wyniki |
| 3     | 1-5 kwietnia        | 11. Rali Internacional do ACP                       | Andrea de Adamich | Wyniki |
| 4     | 20-23 kwietnia      | 16. Internationale Tulpenrallye                     | Timo Mäkinen      | Wyniki |
| 5     | 14-17 maja          | 12. Rajd Akropolu                                   | Tom Trana         | Wyniki |
| 6     | 28-30 maja          | 35. Int. Österreichische Alpenfahrt                 | Paddy Hopkirk     | Wyniki |
| 7     | 9-14 czerwca        | 15. International Swedish Rally to the Midnight Sun | Tom Trana         | Wyniki |
| 8     | 22-27 czerwca       | 25. Coupe des Alpes                                 | Jean Rolland      | Wyniki |
| 9     | 30 lipca-2 sierpnia | 24. Rajd Polski                                     | Sobiesław Zasada  | Wyniki |
| 10    | 14-16 sierpnia      | 14. Jyväskylän Suurajot - Rally of 1000 Lakes       | Simo Lampinen     | Wyniki |
| 11    | 15-18 października  | 32. Rallye International de Genève                  | Henri Greder      | Wyniki |
| 12    | 8 listopada         | 13. RAC Rally                                       | Tom Trana         | Wyniki |

## Klasyfikacja kierowców[1]
| Msc. | Kierowca          | MON | ITA | PRT | NLD | GRE | AUT | SWE | FRA | POL | FIN | CHE | GBR | Punkty |
| ---- | ----------------- | --- | --- | --- | --- | --- | --- | --- | --- | --- | --- | --- | --- | ------ |
| 1    | Tom Trana         | 6   |     |     |     |     |     | 1   |     | NU  | 2   | 6   | 1   | 0      |
| 2    | Erik Carlsson     | 3   | 1   |     | 10  |     |     | NU  | 7   | 2   |     | 3   | 7   | 0      |
| 3    | Pat Moss-Carlsson | 5   | 2   |     | 11  |     |     |     | NU  | 3   |     | 7   | 4   | 0      |

| Kolor     | Opis                   |
| --------- | ---------------------- |
| Złoty     | Zwycięzca              |
| Srebrny   | 2. miejsce             |
| Brązowy   | 3. miejsce             |
| Zielony   | Punktowane miejsce     |
| Niebieski | Ukończył nie punktował |
| Fioletowy | Nie ukończył NU        |
| Czarny    | Wykluczony X           |
| Biały     | Nie wystartował NW     |
| Puste     | Nie brał udziału       |

| Msc. | Kierowca          | MON | ITA | PRT | NLD | GRE | AUT | SWE | FRA | POL | FIN | CHE | GBR | Punkty |
| ---- | ----------------- | --- | --- | --- | --- | --- | --- | --- | --- | --- | --- | --- | --- | ------ |
| 1    | Tom Trana         | 6   |     |     |     |     |     | 1   |     | NU  | 2   | 6   | 1   | 0      |
| 2    | Erik Carlsson     | 3   | 1   |     | 10  |     |     | NU  | 7   | 2   |     | 3   | 7   | 0      |
| 3    | Pat Moss-Carlsson | 5   | 2   |     | 11  |     |     |     | NU  | 3   |     | 7   | 4   | 0      |

| Kolor     | Opis                   |
| --------- | ---------------------- |
| Złoty     | Zwycięzca              |
| Srebrny   | 2. miejsce             |
| Brązowy   | 3. miejsce             |
| Zielony   | Punktowane miejsce     |
| Niebieski | Ukończył nie punktował |
| Fioletowy | Nie ukończył NU        |
| Czarny    | Wykluczony X           |
| Biały     | Nie wystartował NW     |
| Puste     | Nie brał udziału       |